# St.-Johannes-Kirche (Ulfen)

Die Südseite der ehemaligen Wehrkirche

Die St.-Johannes-Kirche in Ulfen, einem Ortsteil der Stadt Sontra im nordhessischen Werra-Meißner-Kreis, ist ein denkmalgeschütztes Gebäude, das einst Johannes dem Täufer geweiht wurde. Die in der zweiten Hälfte des 14. Jahrhunderts errichtete Anlage diente einst als Wehrkirche dem Schutz der Bürger und der Handelsstraße im Ulfetal, zwischen Wichmannshausen und dem thüringischen Berka an der Werra. Die Gemeinde des Orts, der gegen Ende des 8. Jahrhunderts als Olfenaho im Breviarium sancti Lulli, einem Güterverzeichnis des Klosters Hersfeld, erstmals erwähnt wurde, bildet mit den Kirchengemeinden Krauthausen, Breitau, Wölfterode und Blankenbach das Kirchspiel Ulfen. In Ulfen, dem größten Dorf des Kirchspiels, befindet sich auch der Sitz des Pfarramts. Die fünf selbstständigen Kirchengemeinden des Kirchspiels gehören zum Kooperationsraum Sontraer Land im Kirchenkreis Werra-Meißner, innerhalb der Evangelischen Kirche von Kurhessen-Waldeck im Sprengel Kassel.

## Gebäude
Zu den ältesten Teilen der Kirche gehört der knapp zwanzig Meter hohe im Jahr 1363 erbaute Turm. Schon von weitem sichtbar prägt er die Ortssilhouette Ulfens. Seine dicken Mauern und die Schießscharten betonen den wehrhaften Charakter und lassen erkennen, dass die Bevölkerung in früheren Notzeiten hier Zuflucht finden konnte. Die Fachwerkkonstruktion des Glockengeschosses mit dem Krüppelwalmdach wurde im Jahr 1705 aufgesetzt. Etwa zeitgleich mit dem Turm war das gleich breite gotische Kirchenschiff errichtet worden. Im Jahr 1790 wurde es nach Osten verlängert, um ausreichend Platz für die Gottesdienstbesucher zu schaffen und soweit erhöht, dass der First des Langhausdaches dicht unter dem Glockengeschoss endete.
Es wird vermutet, dass es schon in den karolingischen Jahren Vorgängerbauten der heutigen Kirche gab. Unter der Bezeichnung „Olfenaho“ war der Ort erstmals zu Ende des 8. Jahrhunderts in dem Güterverzeichnis des Klosters Hersfeld, „Breviarium Lulli“, erwähnt worden. Die Mönche hatten Höfe und Land in der Gegend um Ulfen in ihrem Besitz und in dieser Zeit dürfte auch das erste Gotteshaus auf dem Johannesberg erbaut worden sein.

## Das Kircheninnere

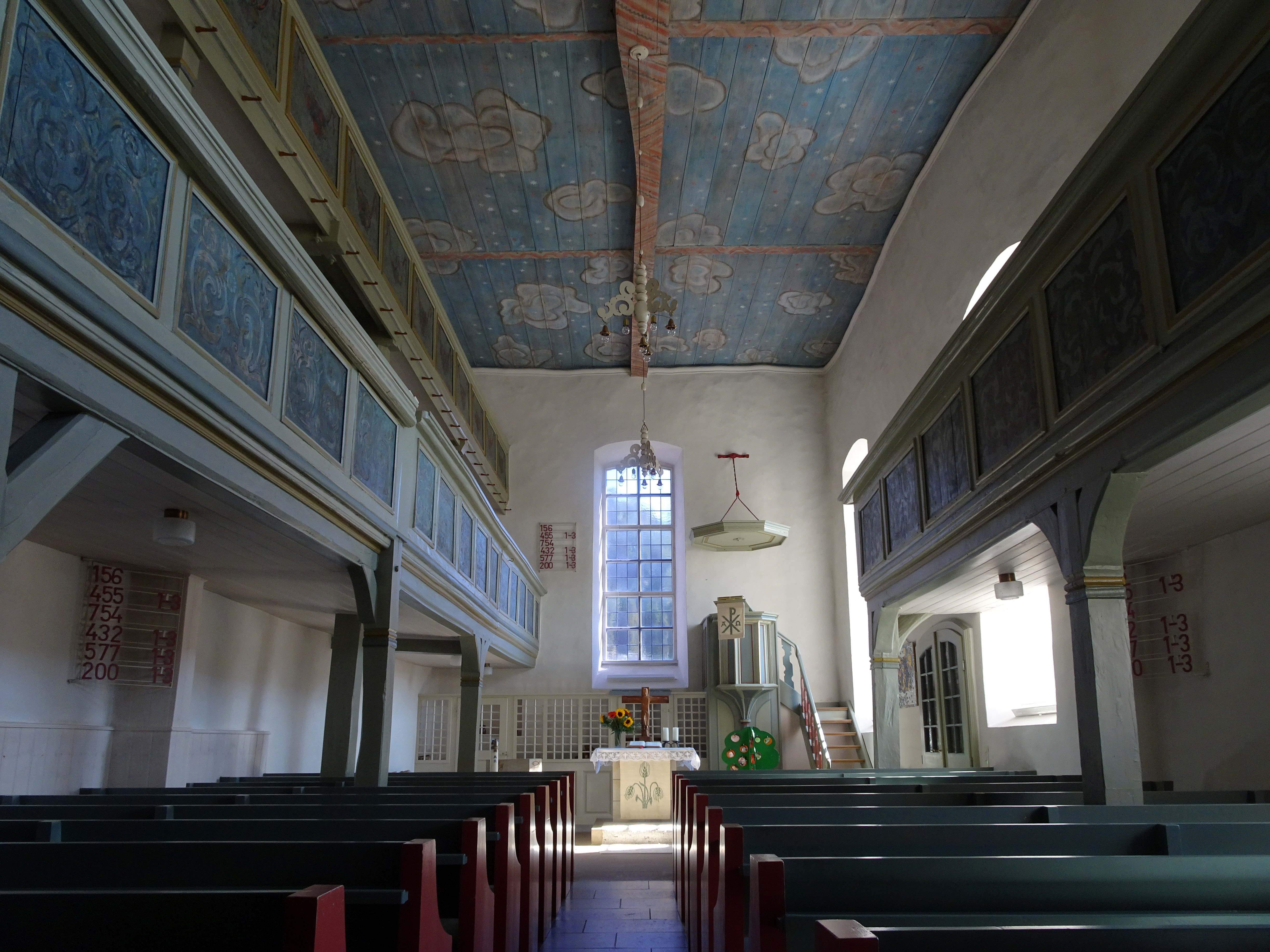
Das schlicht gehaltene Innere des Kirchenschiffs wird von den Bemalungen auf hellblauem Grund und der umlaufenden Empore geprägt.

Deckenausmalung

Das hohe, langgestreckte Innere des Gottesdienstraumes wird von einer Bretterdecke mit aufgemaltem Himmelsgewölbe überspannt, auf dessen blauem Grund Wolken und Sterne abgebildet sind. Raumprägend sind die an drei Seiten umlaufenden Emporen, die an der fensterlosen Nordwand in zwei Etagen gestaffelt bis knapp unter die Decke reichen. Die Brüstungsfelder schmücken farbige Malereien.
Zu den beachtenswerten Ausstattungsstücken der Kirche gehört der Altar mit aufgelegter Platte eines aus dem 18. Jahrhundert stammenden Grabsteins sowie die über eine seitliche Treppe zu erreichende „Schwalbennestkanzel“, die aus dem ersten Drittel des 16. Jahrhunderts stammen soll. Ihre fünf schmalen und hohen Spiegelfelder in unterschiedlicher Breite werden von kräftigen Profilrahmen eingefasst. Sie sind noch im originalen Zustand; Kanzelunterbau und Schalldeckel sind bei Renovierungsarbeiten erneuert worden.
Die Vergangenheit der Ulfener Orgel liegt im Dunkeln. Über die Erbauer ist nichts bekannt. Erste schriftliche Zeugnisse sind Rechnungen aus dem Jahr 1721 über Reparaturen und Stimmarbeiten. Im Jahr 1900 wurde eine pneumatische Orgel auf der vorderen Empore eingebaut, die 1984 durch die heutige Orgel ersetzt wurde. Die Orgelbauwerkstatt Noeske aus Rotenburg integrierte das Instrument in das vorhandene Gehäuse im Rundbogenstil. Die Orgel verfügt über vierzehn Register sowie als Besonderheit über einen Cymbelstern, der zu hohen kirchlichen Feiertagen erklingt.

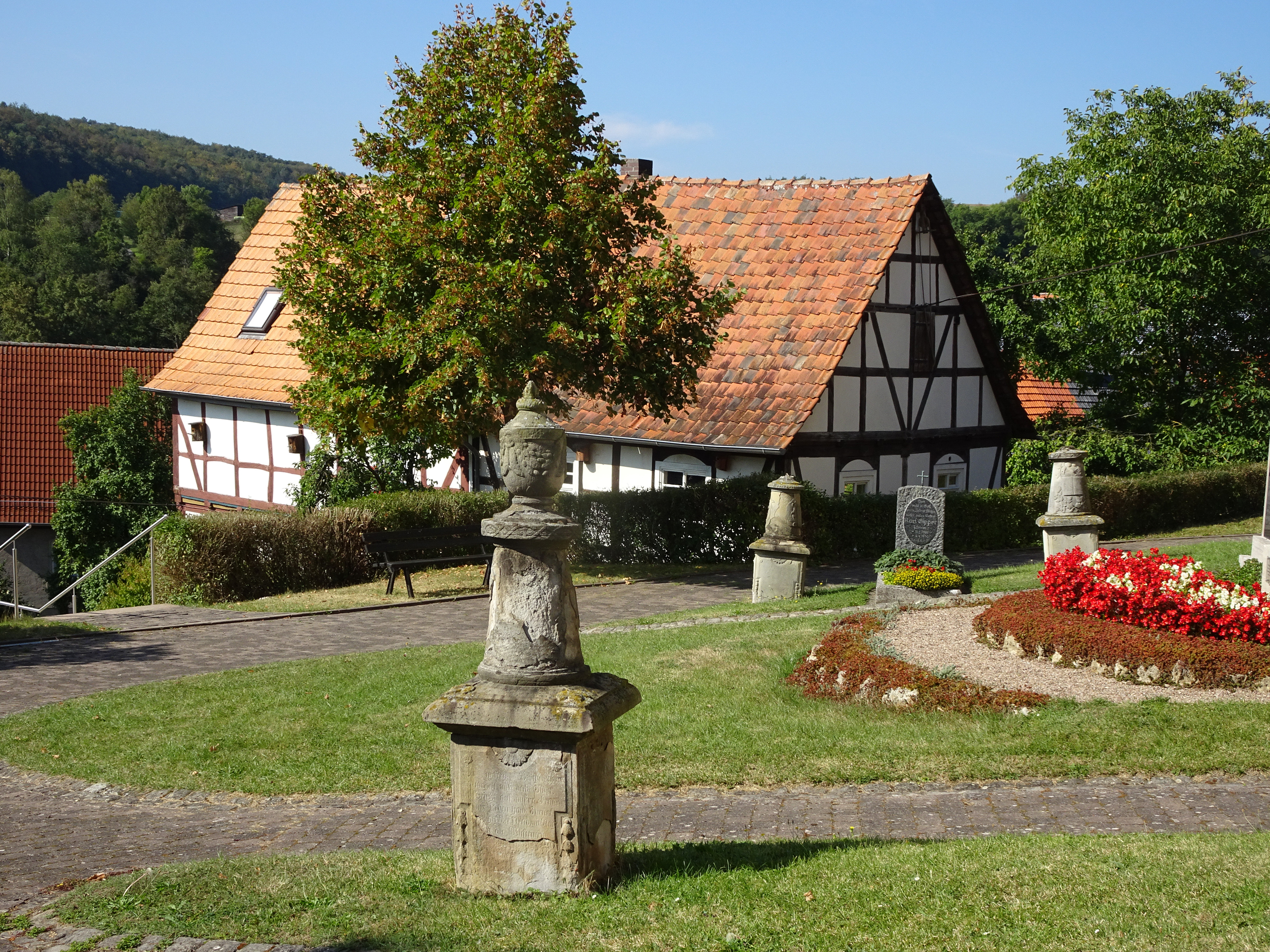
Auf dem Kirchhof stehen noch einige ländliche Grabdenkmale aus dem 18. und 19. Jahrhundert.

Die im Turmuntergeschoss aufgereihten Grabsteine aus dem 18. Jahrhundert thematisieren zum Teil mit figürlichen Darstellungen die Vergänglichkeit des Lebens. Weitere Grabsteine in Stelenform, die über einer kräftigen Basis aufgesetzte Urnen tragen und im 18. und 19. Jahrhundert entstanden, haben sich auf dem ehemaligen Kirchhof erhalten.

## Glocken
Seit dem Jahr 1778 hingen drei und ab dem Jahr 1850 hingen vier Glocken im Kirchturm. Während des Ersten Weltkriegs wurden drei von ihnen eingeschmolzen, wie ebenso die im Jahr 1921 von der Glockengießerei König in Erfurt erworbenen Ersatzglocken im Zweiten Weltkrieg. Nur die älteste von ihnen blieb erhalten: Die um 1600 in Erfurt gegossenen Glocke trägt einen lateinischen Text, der übersetzt lautet: „Ich die Glocke rufe niemals Törichtes hinaus, lobe den wahren Gott, rufe das Volk, versammle die Geistlichkeit.“ Im Jahr 1950 wurden zwei neue Glocken mit einem Gewicht von rund 265 und 370 Kilogramm hinzugekauft und geweiht. Die größere der beiden schlägt die Stunden und ist mit der mechanischen Turmuhr aus dem Jahr 1927 verbunden. Diese wird über Generationen von den Angehörigen einer Familie aufgezogen.

## Denkmalschutz
Wegen ihrer geschichtlichen, künstlerischen und städtebaulichen Bedeutung ist die alte Wehrkirche als Kulturdenkmal ausgewiesen worden. Sie befindet sich innerhalb der Gesamtanlage des Ortes, die sich im Verlauf der „Alten Weißt“, einem Bach aus dem Ringgau, erstreckt. Zu dem aus geschichtlichen Gründen geschützten Bereich gehören die Häuser um den erhöht liegenden Johannesberg mit der Kirche, der Dorfanger sowie im südöstlichen Teil die historische Bebauung der Hauptstraße und der Straße „Im Kreuzchen“. Im Denkmalverzeichnis des Landes Hessen hat die Kirche die Nummer 38690 und die Gesamtanlage Ulfen die Nummer 38685.